# Ferrovia Vitznau-Rigi
La ferrovia Vitznau–Rigi (in tedesco Vitznau-Rigi-Bahn, acronimo VRB) è una linea ferroviaria turistica a scartamento normale e a cremagliera che unisce il centro abitato di Vitznau, posto sulla riva del Lago dei Quattro Cantoni, alla vetta del monte Rigi, in Svizzera.

## Storia

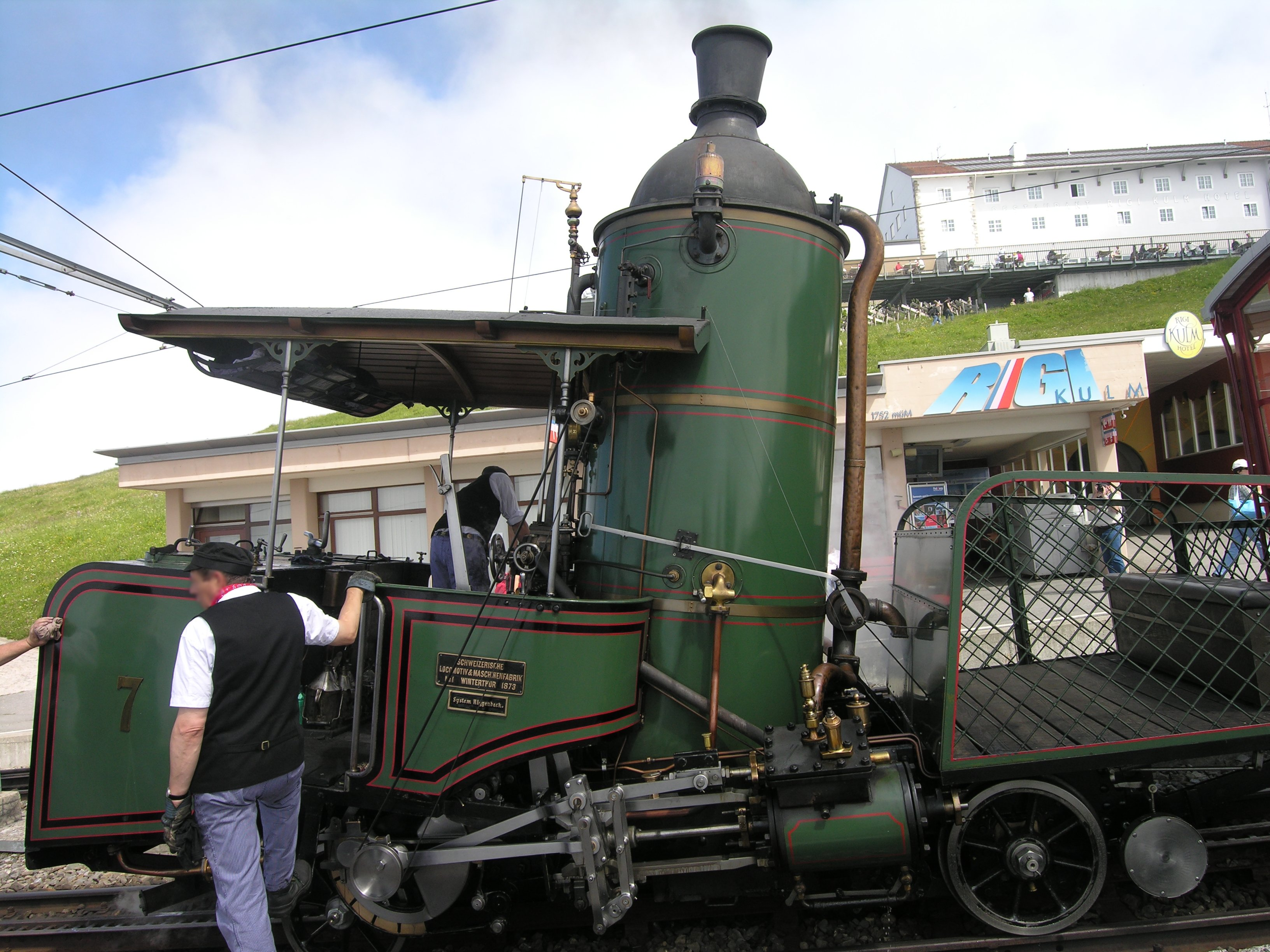
Locomotiva Schweizerische Lokomotiv- und Maschinenfabrik n° 7 a caldaia verticale, perfettamente restaurata e funzionante, usata per treni storici ed amatoriali: la locomotiva era stata tolta dal servizio nel 1937 ed è rientrata in opera nel 2009

Nella seconda metà del XIX secolo, in Svizzera, nacquero numerose ferrovie a carattere turistico; tra queste ne venne studiata una con lo scopo di raggiungere la vetta del monte Rigi già da tempo meta di amanti della natura attratti dalla bellezza panoramica della cima, spartiacque naturale tra il Lago di Lucerna e il Lago di Zugo. Le autorità cantonali lucernesi, il 9 giugno 1869, rilasciarono la concessione agli ingegneri Niklaus Riggenbach, Adolf Naeff e Olivier Zschokke per sviluppare il loro progetto di ferrovia a cremagliera applicando il sistema ideato dallo stesso Riggenbach e costruire così quella che fu la prima ferrovia a cremagliera Riggenbach della confederazione e d'Europa. Con tale sistema fu possibile superare pendenze fino al 250 per mille.
Fondata l'11 settembre 1869 la società Rigibahn-Gesellschaft (RB, dagli anni Settanta del XX secolo VRB) con sede a Lucerna per la costruzione e l'esercizio della linea, la ferrovia venne attivata il 21 maggio 1871 ma dovette arrestarsi a Rigi Staffelhöhe, entro il territorio del Canton Lucerna, perché il Canton Svitto aveva rifiutato alla società la concessione per la tratta fino alla vetta, accordata invece ad un comitato di iniziativa di Arth nel 1870. Ciò perché si temeva che la linea si sarebbe accaparrato tutto il traffico turistico a danno di quello proveniente da Arth. Non riuscendo a trovare un accordo per la cessione della concessione, nel 1871 venne stabilito che la tratta avrebbe potuto essere usata dalla linea di Vitznau a seguito del pagamento di un pedaggio (variato nel corso degli anni dal 75 all'85% dei ricavi lordi della tratta); la concessione di questa parte del percorso, attiva dal 3 luglio 1873, fu rilevata in quell'anno dalla neocostituita Arther-Rigibahn-Gesellschaft (ARB), che nel giugno 1875 aprì la linea Arth-Rigi, la cui tratta terminale (Rigi Staffel-Rigi Kulm) fu realizzata parallelamente a quella usata dai convogli provenienti da Vitznau.
Per i primi trentacinque anni d'esercizio la linea fu attiva solo d'estate; le prime corse invernali ebbero luogo nell'inverno 1906-1907. La ferrovia fu esercitata a vapore fino al 3 ottobre 1937, anno in cui venne elettrificata a corrente continua.
Sino al 1990 le due cremagliere del Rigi erano raccordate tra di loro solo tramite un ponte trasbordatore situato davanti al deposito di Rigi Kulm: il 12 luglio di quell'anno entrò in servizio un  binario di raccordo a Rigi Staffel che permise di razionalizzare l'esercizio delle due linee.
Il 26 maggio 1992 la ARB si fuse con la VRB, cambiando ragione sociale in Rigi Bahnen AG.

## Caratteristiche
La ferrovia, a scartamento normale, è lunga 6,854 km, interamente a cremagliera, ed è elettrificata a corrente continua con la tensione di 1500 V; la pendenza massima è del 250 per mille, il raggio minimo di curva è di 120 metri, la velocità massima ammessa di 18 km/h in salita e 12 in discesa (9 km/h per i treni a vapore). È a doppio binario tra Freibergen e Rigi Kaltbad, mentre tra Rigi Staffel e Rigi Kulm il binario della Vitznau-Rigi è parallelo a quello della Arth-Rigi.

### Percorso

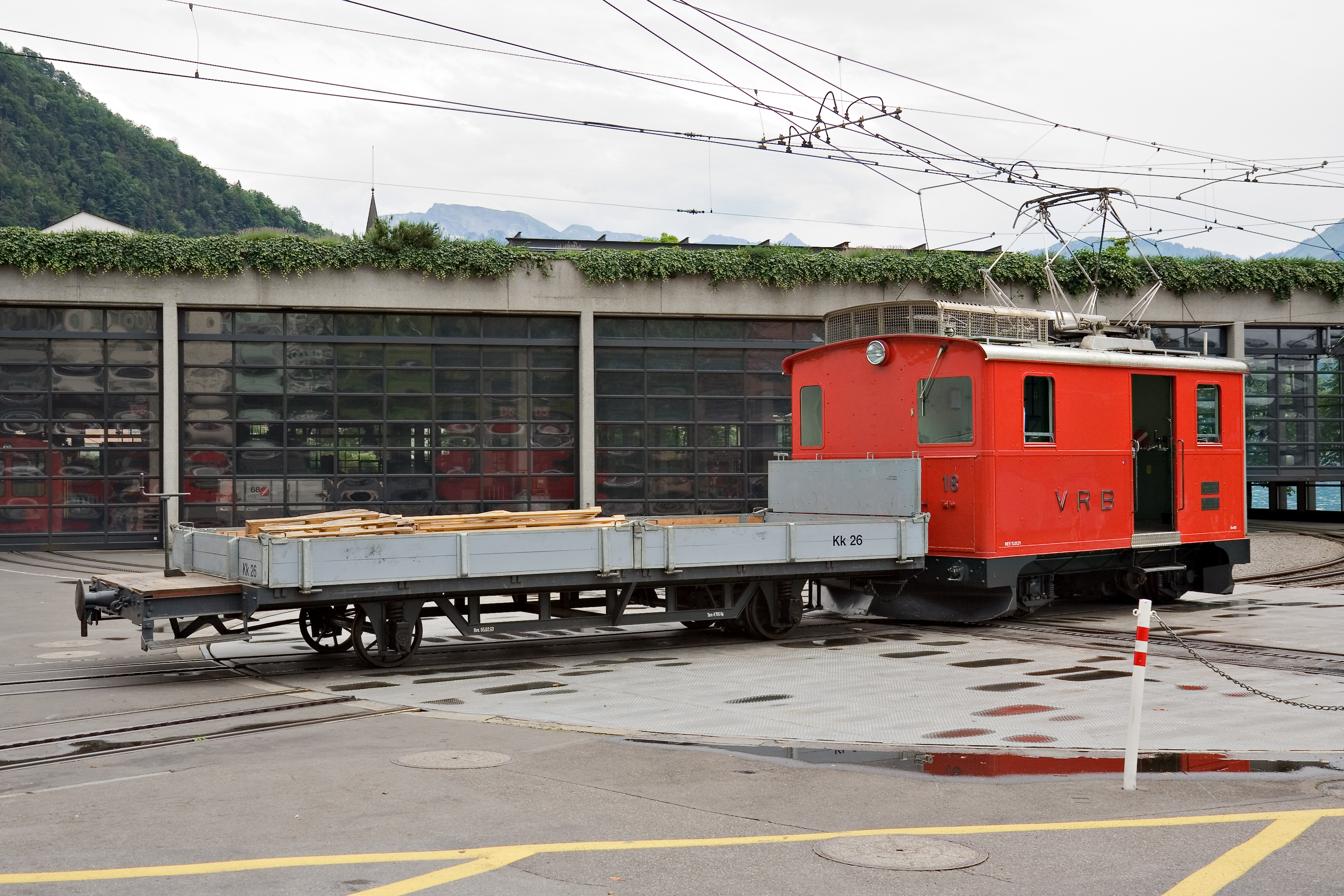
Locomotiva di servizio al deposito di Vitznau

| Pier | Head station |  |

| Stop on track |

| Stop on track |

| Station on track |

| Stop on track |

| Unknown route-map component "exKBHFa" | Station on track | Aerial tramway |

| Unknown route-map component "exdCONTgq" | Unknown route-map component "exSTRr" | Straight track |  | Unknown route-map component "d" |

| Stop on track |

| Unknown route-map component "STR+GRZq" |

| Unknown route-map component "dCONTgq" | Unknown route-map component "v-STR+r" | Unknown route-map component "dSTR" | Unknown route-map component "d" |  |

| Unknown route-map component "vBHF" | Unknown route-map component "d" |

| Unknown route-map component "vKBHFe" | Unknown route-map component "d" |

## Materiale rotabile

### Materiale motore - prospetto di sintesi
| Tipo                   | Unità          | Anno di costruzione | Costruttore                                | Note |
| ---------------------- | -------------- | ------------------- | ------------------------------------------ | --- |
| Locomotive a vapore    | H 1÷6          | 1870-73             | Officine SCB Olten                         | accantonate tra il 1914 e il 1937 |
| Locomotive a vapore    | H 7÷10         | 1873                | SLM                                        | accantonate nel 1937-38; 7 ceduta nel 1959 al Museo Svizzero dei Trasporti, di nuovo funzionante dal 1996, dal 2021 prestata alle Rigi Bahnen |
| Locomotive a vapore    | H 11÷12        | 1899-1902           | SLM                                        | accantonate tra il 1938 e il 1946 |
| Locomotiva a vapore    | H 14           | 1875                | Internationale Bergbahn-Gesellschaft Aarau | ex ARB, acquistata nel 1908, ceduta nel 1917 alla Ferrovia a cremagliera di Budapest                                                          |
| Locomotiva a vapore    | H 15           | 1913                | SLM                                        | accantonata nel 1941 |
| Locomotiva a vapore    | H 2/3 16       | 1923                | SLM                                        | rotabile storico |
| Locomotiva a vapore    | H 2/3 17       | 1925                | SLM                                        | rotabile storico |
| Automotrici elettriche | BDhe 2/4 1÷3   | 1937                | SLM-BBC                                    | automotrice n°3 accantonata nel 2022 |
| Automotrice elettrica  | BDhe 2/4 4     | 1953                | SLM-BBC                                    | accantonata nel 2022 |
| Automotrice elettrica  | BDhe 4/4 5     | 1965                | SIG-SLM-BBC                                | |
| Automotrici elettriche | BDhe 4/4 21÷22 | 1986                | SLM-BBC                                    | analoghe all'automotrice BDhe 4/4 15 della ARB                                                                                                |
| Automotrici elettriche | Bhe 4/6 41÷46  | 2021-22             | Stadler                                    | automotrici articolate a due casse, in servizio da aprile 2022                                                                                |
| Locomotiva elettrica   | He 18          | 1938                | SLM-BBC                                    | |
| Locomotiva da manovra  | Ta 2/2 1       | 1982                | Stadler                                    | per manovre a Vitznau |